# П'єтрозо (річка)
П'єтрозо (фр. Petroso корс. Petrosu) — річка Корсики (Франція). Довжина 11,3 км, витік знаходиться на висоті 1 180  метрів над рівнем моря на схилах гори Пунта ді Комполеллі (Punta di Compolelli) (1299 м). Впадає в річку Бала на висоті 34 метри над рівнем моря.
Протікає через комуни: Лев'є, Сотта, Порто-Веккіо і тече територією департаменту Південна Корсика та кантонами: Лев'є (Levie), Фігарі (Figari), Порто-Веккіо (Porto-Vecchioe)